# Pyrenocollema monense
Pyrenocollema monense är en lavart som först beskrevs av Wheldon, och fick sitt nu gällande namn av Coppins. Pyrenocollema monense ingår i släktet Pyrenocollema och familjen Xanthopyreniaceae.   Inga underarter finns listade i Catalogue of Life.